# Mito
Mito (水戸市 Mito-shi?) är residensstad i Ibaraki prefektur i Japan. Folkmängden uppgår till cirka 270 000 invånare.
Staden har sedan 2001
status som speciell stad (japanska: 特例市?, Tokureishi) enligt lagen om lokalt självstyre.

## Sammanslagningar
1992 uppgick Tsunezumi och 2005 Uchihara i Mito.

## Sport
Mito Hollyhock spelar i J. League i fotboll.